# 舊杜比夫卡 (馬里烏波爾區)
47°6′21″N 37°2′32″E / 47.10583°N 37.04222°E
舊杜比夫卡（烏克蘭語：Стародубівка）是位於烏克蘭東部的村莊，由頓涅茨克州马里乌波尔区的曼胡什市鎮負責管轄。該村處於卡拉特什河畔，始建於1830年，海拔高度57米。